# Campionato asiatico maschile di pallamano 1987
Il Campionato asiatico maschile di pallamano 1987 è stata la quarta edizione del torneo organizzato dalla Asian Handball Federation e rivolto a nazionali asiatiche di pallamano maschile. Il torneo si è svolto dal 15 agosto al 1º settembre 1987 in Giordania, ospitato nella città di Amman.
Il torneo ha visto l'affermazione della nazionale della Corea del Sud per la seconda volta nella sua storia.

## Squadre partecipanti
- Corea del Sud
- Bahrein
- Qatar
- Cina Taipei
- Kuwait
- Giordania
- Nepal
- Giappone
- Cina
- Siria
- Palestina

## Podio
| Pos. | Squadra       |
| ---- | ------------- |
| 1°   | Corea del Sud |
| 2°   | Giappone      |
| 3°   | Kuwait        |